# Villa Berna
Villa Berna är en ort i Argentina.   Den ligger i provinsen Córdoba, i den centrala delen av landet, 700 km nordväst om huvudstaden Buenos Aires. Villa Berna ligger 1 500 meter över havet och antalet invånare är 5 000.
Terrängen runt Villa Berna är lite bergig. Runt Villa Berna är det glesbefolkat, med 10 invånare per kvadratkilometer.. Villa Berna är det största samhället i trakten.
Trakten runt Villa Berna består i huvudsak av gräsmarker.